# بادپر زرد خامه‌ای
بادپر زرد خامه‌ای (نام علمی: Cymothoe hyarbita) نام یک گونه از سرده پروانه‌های بادپر است.